# Romance pro housle a klavír (Martinů)
Romance pro housle a klavír (H 186bis) je krátká příležitostná skladba Bohuslava Martinů z května 1930, kterou její autor nezmínil v žádném soupisu svých děl. Skladba byla nalezena až v roce 2022 pracovnicí Institutu Bohuslava Martinů, paní Natálií Krátkou v Národní knihovně Izraele v Jeruzalémě. Knihovna poskytla Institutu Bohuslava Martinů její digitální kopii dne 14. září 2022. Rukopis je autorem věnován francouzskému fotografovi ukrajinsko-židovského původu Borisi Lipnitzkému. Existuje i dosud neprokázaná hypotéza, že se ve skutečnosti jedná o nově vytvořený a nově datovaný autorův opis jeho dnes nezvěstné Romance z roku 1910 (H 12).

## Uvedení skladby
Skladba poprvé zazněla v transkripci pro violoncello a klavír na 8. benefičním koncertu Institutu Bohuslava Martinů dne 8. listopadu 2022 v Profesním domě v Praze, kde ji provedli violoncellista Petr Nouzovský a klavírista Martin Kasík.
Světové premiéry původní verze pro housle a klavír se ujali houslista Frank Peter Zimmermann a klavírista Martin Helmchen dne 10. ledna 2023 na recitálu ve Wigmore Hall v Londýně.